# Romanyà d'Empordà
Romanyà d'Empordà es una entidad de población española del municipio de Pontós, perteneciente a la provincia de Gerona, en la comunidad autónoma de Cataluña.

## Toponimia
El nombre del lugar puede encontrarse referido con las variantes Romañá de Besalú y Romanyà d'Empordà.

## Historia
Hacia mediados del siglo XIX, el lugar, ya por entonces perteneciente a Pontós, tenía contabilizada una población de 59 habitantes. Aparece descrito en el decimotercer volumen del Diccionario geográfico-estadístico-histórico de España y sus posesiones de Ultramar de Pascual Madoz de la siguiente manera:

ROMAÑÁ DE BESALÚ: l en la prov. y dióc. de Gerona, part. jud. de Figueras, aud. terr., c. g. de Barcelona, ayunt. de Pontos. sit. á la márg. izq. del r. Fluvia, con buena ventilacion y clima templado y sano: las enfermedades comunes son fiebres intermitentes. Tiene 30 casas y una igl. parr. (San Martin) servida por un cura de ingreso, de provision real y ordinaria. El térm. confina con Pontos, Armadas, Parets, Espinavesa y Canellas. El terreno es llano, de buena calidad; le fertiliza el mencionado r. y le cruzan varios caminos locales. prod.: cereales, legumbres y frutas; cria ganado y caza. pobl.: 17 vec., 127 alm. cap. prod.: 1,386,800. imp.: 34,670.
(Madoz, 1849, p. 551)

En 2022, la entidad singular de población tenía empadronados 37 habitantes.